# Универзитет Маквори
Универзитет Маквори (енгл. Macquarie University) универзитет је у Сиднеју у Аустралији основан 1964.